# Louis Le Nain
Louis Le Nain (Laon, 1593 – Parigi, 23 maggio 1648) è stato un pittore francese.

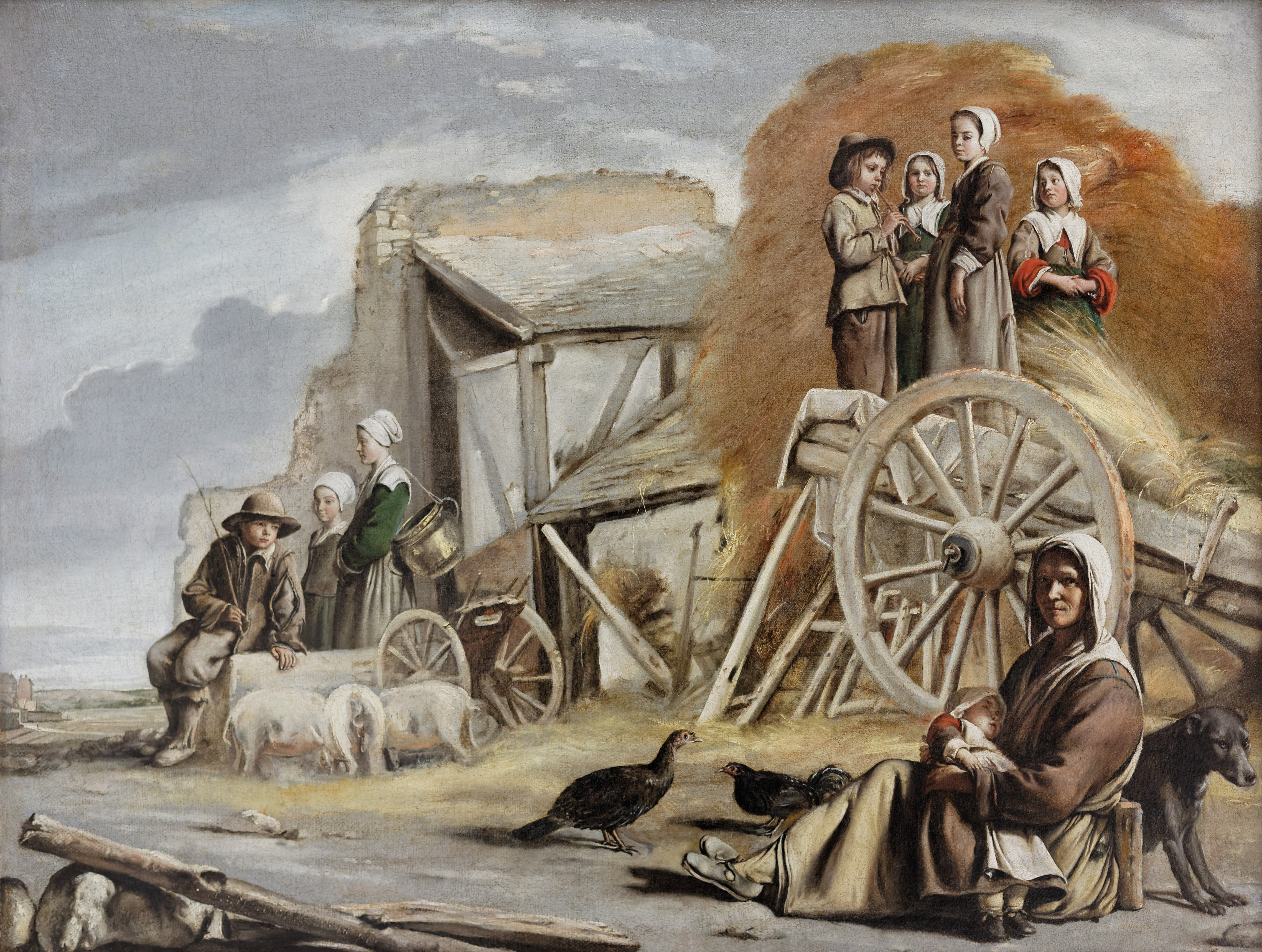
Le Nain, La carretta, 1641
Parigi, Musée du Louvre

Collaborò spesso insieme ai fratelli Antoine e Mathieu, anch'essi pittori. È tra i più significativi artisti francesi del XVII secolo.

## Biografia
Trascorse l'infanzia nella campagna della Francia settentrionale, dove visse a stretto contatto con il mondo contadino: fu avviato alla pittura dal fratello maggiore Antoine, formatosi a Laon sotto influssi olandesi. Completò la sua formazione artistica a Roma e si stabilì a Parigi coi fratelli nel 1630.
In antitesi alla corrente classicista, che aveva il suo massimo esponente in Nicolas Poussin, e allo stile mondano della scuola di Fontainebleau, si specializzò nella realizzazione di scene di genere di notevole sobrietà e grandezza che avevano come protagonisti esponenti del mondo rurale.

## Galleria d'immagini

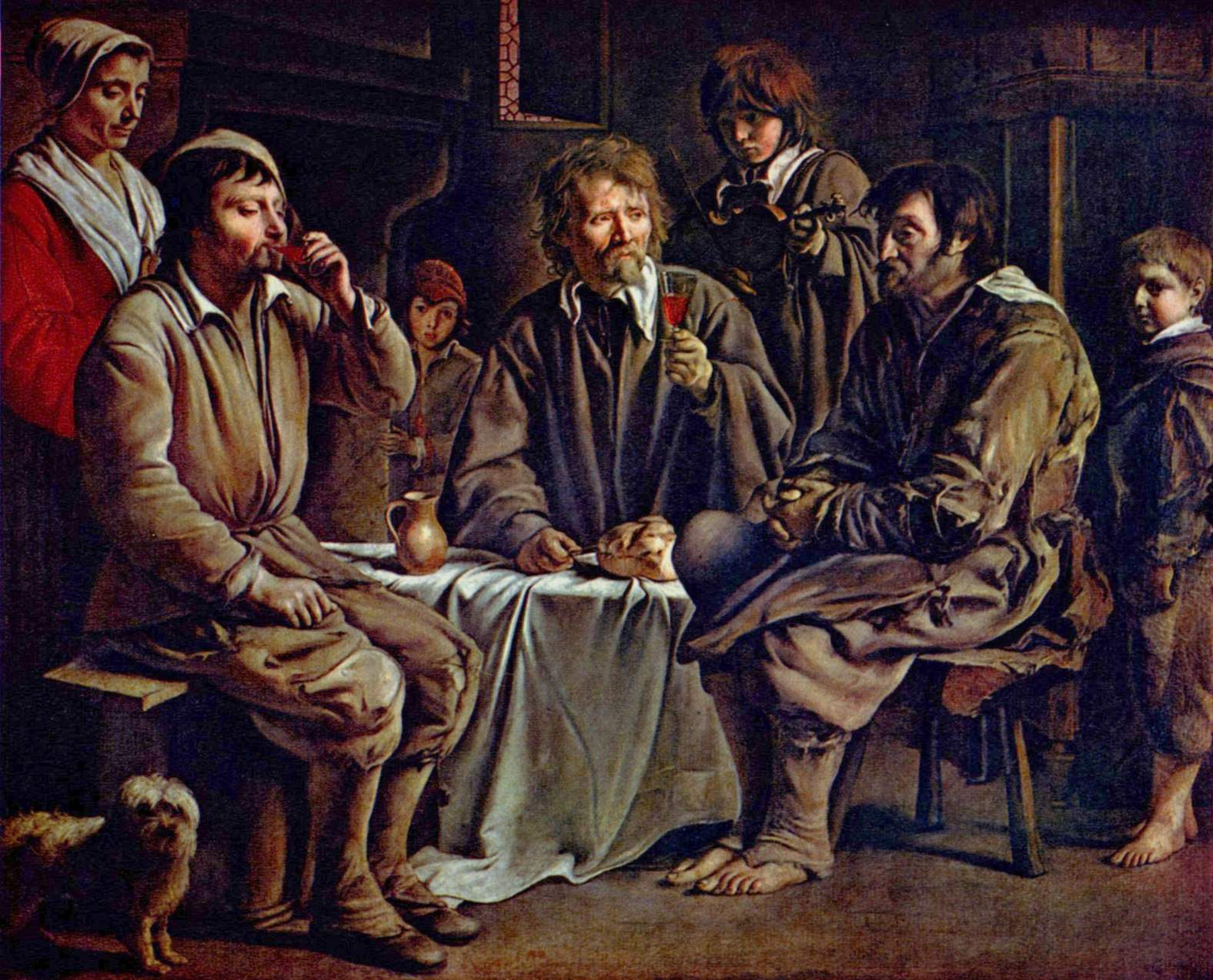
Le Nain, Pasto dei contadini, 1642, Parigi, Musée du Louvre
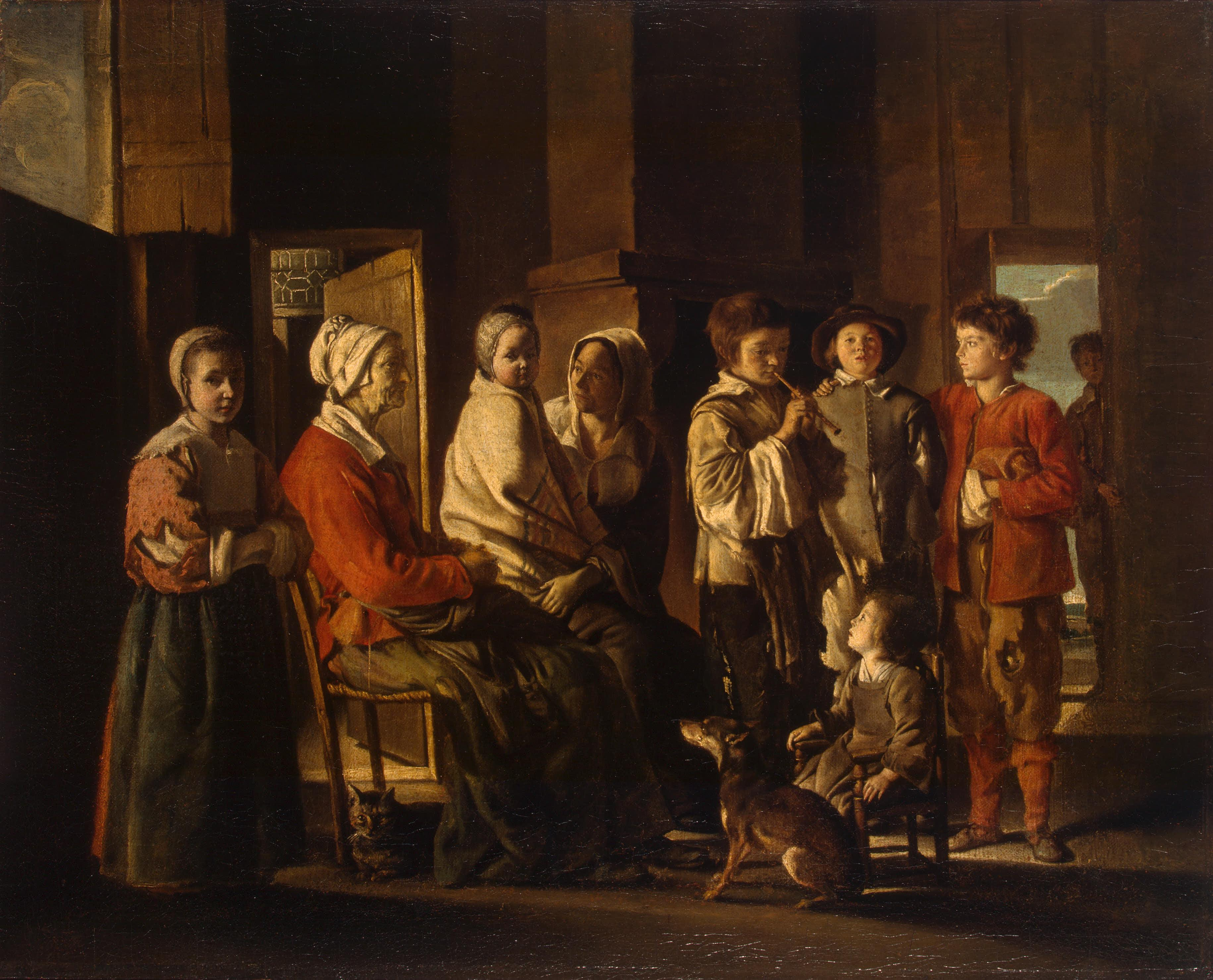
Le Nain, Visita dalla nonna, 1640 circa, San Pietroburgo, Ermitage
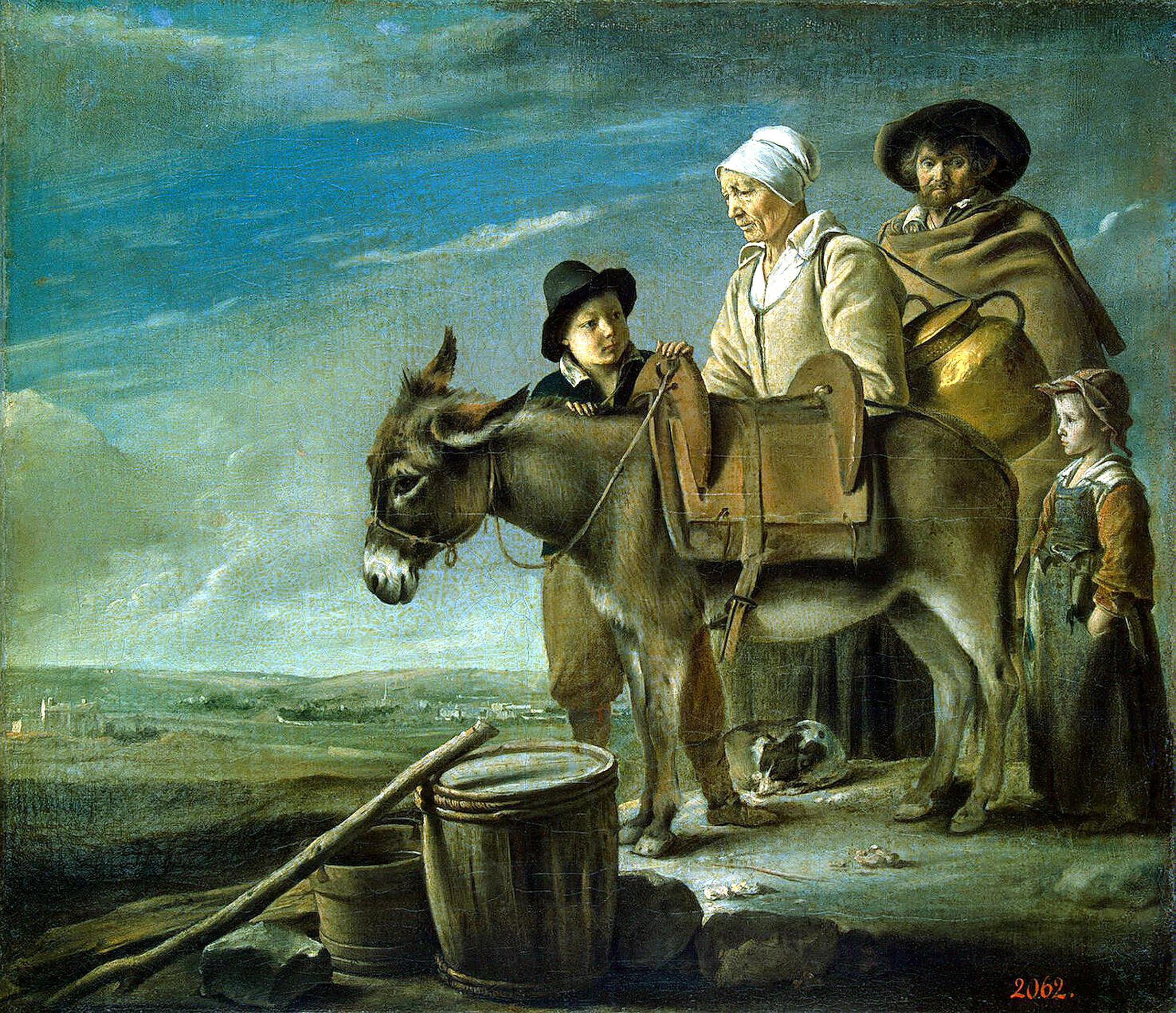
Le Nain, La famiglia della lattaia, 1640 circa, San Pietroburgo, Ermitage
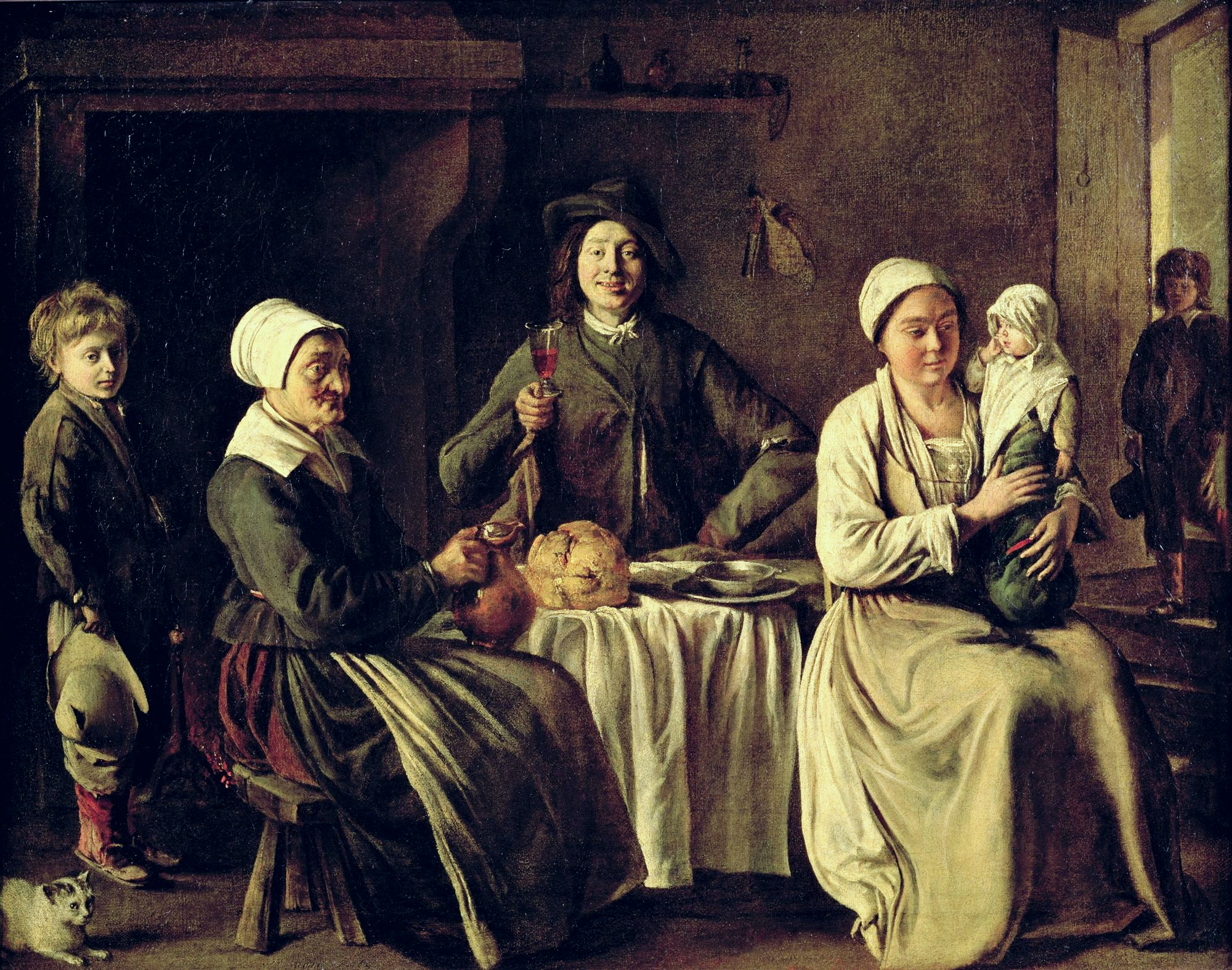
Le Nain, La famiglia del contadino, 1642 Parigi, Musée du Louvre